# Bruselská radnice
Bruselská radnice (francouzsky Hôtel de ville de Bruxelles, vlámsky Stadhuis van Brussel) je pozdně gotická stavba na náměstí Grand-Place (Grote Markt) v belgickém hlavním městě Bruselu. Hlavní věž o výšce 96 metrů je dominantou viditelnou z dalekého okolí. 
Celé náměstí bylo v roce 1998 zapsáno na seznam Světového dědictví UNESCO, a s ním se tak zápisu dočkala i radnice. Ta je jedinou středověkou budovou na náměstí. 

## Historie

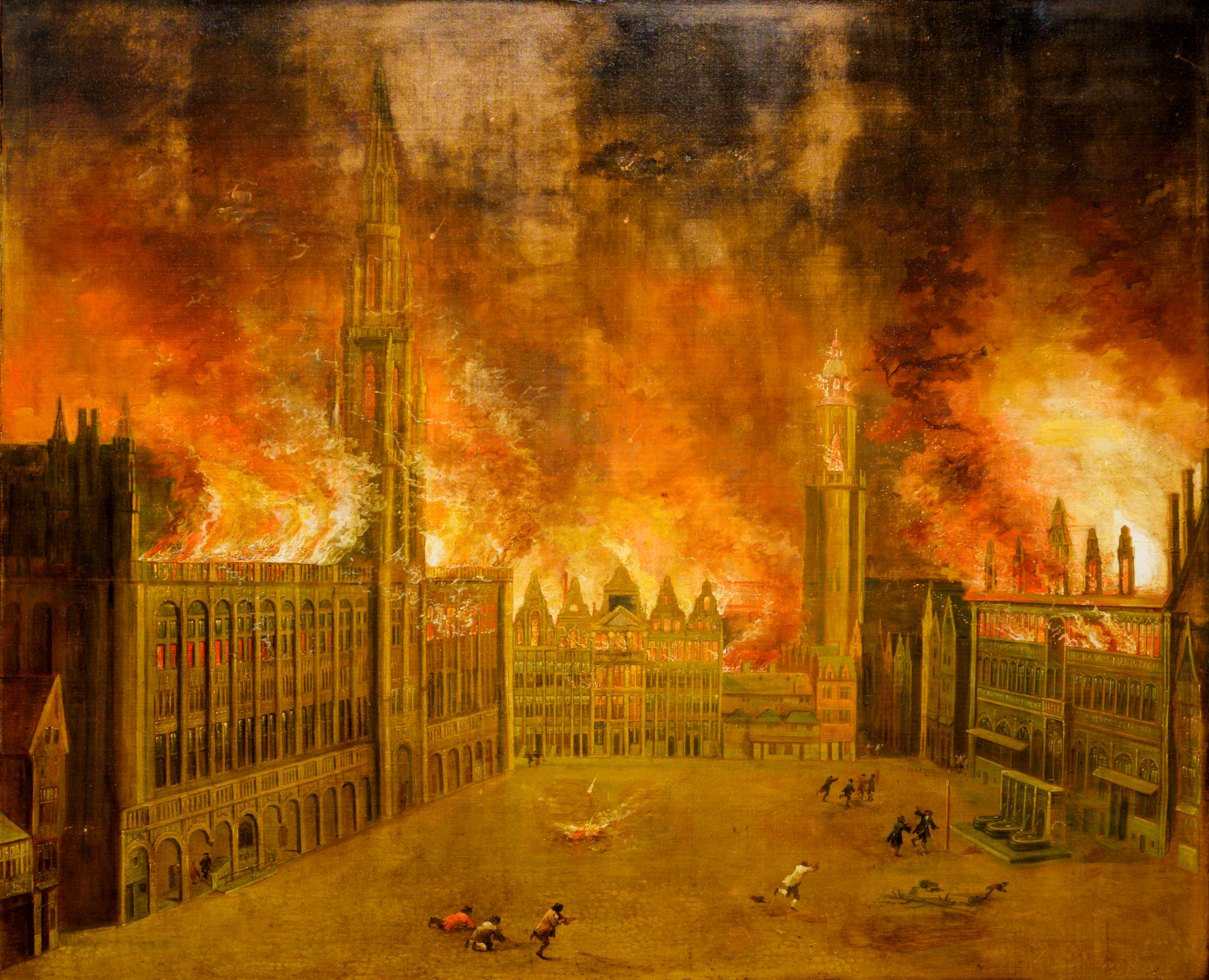
Le Bombardement - anonym z roku 1695. Radnice v plamenech v noci ze 13. na 14 srpna 1695. (Musée de la Ville de Bruxelles)

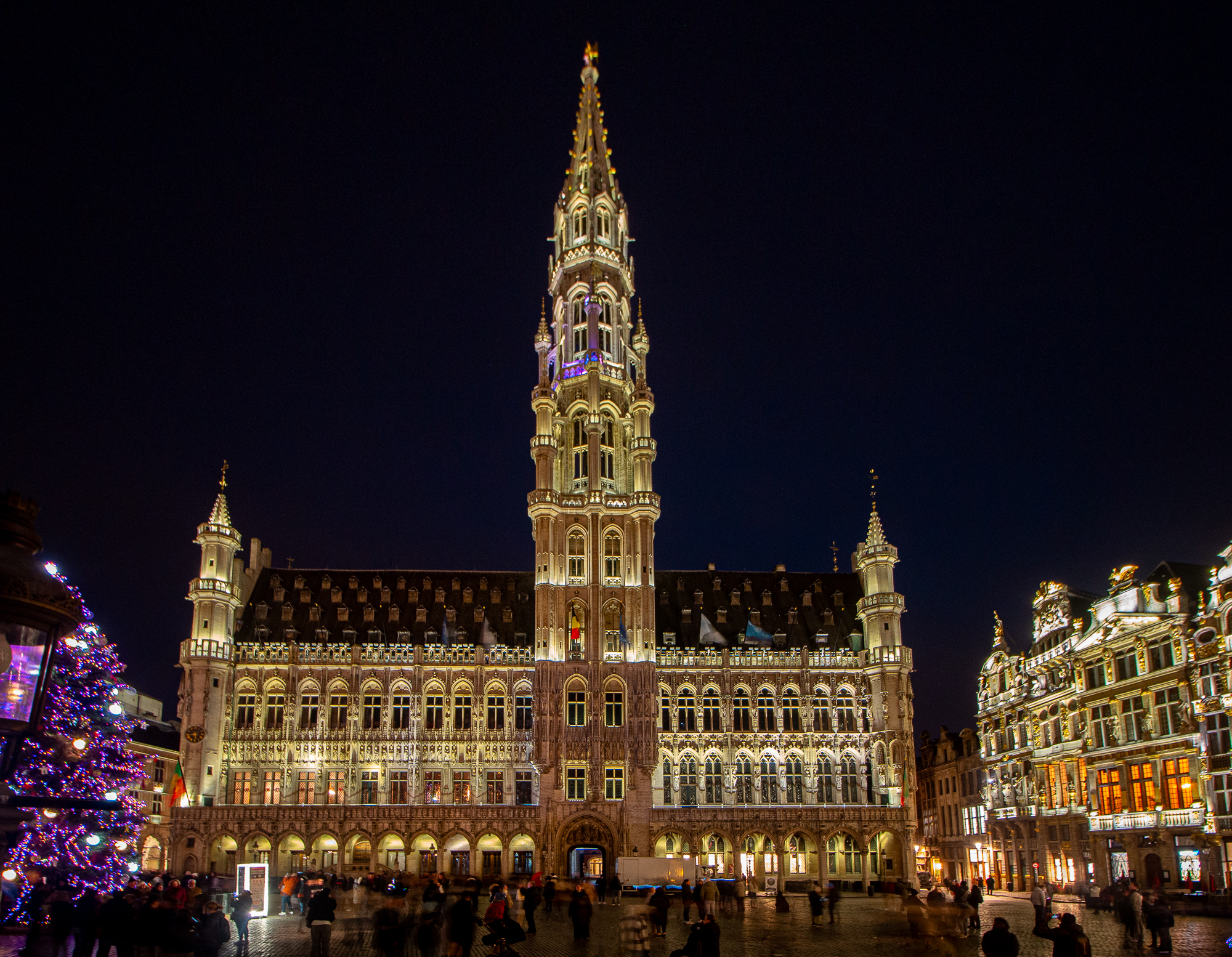
Radnice v době adventu 2023

Architekty byli Jan van Ruysbroeck a Jacob van Thienen. Nejstarší částí je východní křídlo (levé při pohledu z náměstí). Jeho výstavba začala roku 1402 a byla dokončena v roce 1420. Západní křídlo bylo dostavěno dodatečně, jeho stavba začala roku 1444 a skončila v roce 1452. O dva roky později byla dokončena věž. Na vrcholu věže stojí pět metrů vysoká zlacená socha archanděla Michaela, patrona Bruselu, zabíjejícího draka (nebo ďábla).  
Věž není umístěna symetricky uprostřed průčelí. Legenda praví, že architekt, když objevil tuto chybu, propadl zoufalství a skočil z vrcholu věže. Ve skutečnosti však šlo zřejmě o záměr, přesněji nutnost danou omezeným prostorem. Fasáda je zdobena četnými sochami šlechticů, světců a alegorických postav. Současné sochy jsou ovšem reprodukce, ty původní se nacházejí v městském muzeu v Maison du Roi/Broodhuis, rovněž na Grand Place. 
Při bombardování Bruselu francouzskou armádou v roce 1695 palác vyhořel, zničil především vnitřní vybavení, archivy a umělecké sbírky. Podoba interiéru je tudíž na rozdíl od fasády především klasicistní. Malby, sochy a tapisérie v interiéru pak pocházejí především z 19. století. V roce 1830 se na radnici během belgické revoluce sešla prozatímní vláda a vyhlásila nový stát, Belgické království.